# Abtshof (Jüterbog)
Der Abtshof war ein Wohnplatz der Stadt Jüterbog im Landkreis Teltow-Fläming im Land Brandenburg.

## Lage
Der Wohnplatz lag nordöstlich des historischen Stadtzentrums und damit nördlich der Stadtkirche St. Nikolai. Seine Lage ist im 21. Jahrhundert durch den ringförmigen Straßenzug Am Abtshof erkennbar, der parallel zur Straße Planeberg verläuft. Dort befindet sich der Abtshof des Klosters Zinna.

## Geschichte

### 13. bis 16. Jahrhundert
Der Wohnplatz wurde erstmals im Jahr 1365 erwähnt, als in den Akten „das huß vnd den hoff den si haben vff dem pralenberge In vnser Stad und daz huß vnd den houff den si habin vff den pralenberge In vnßer Stad“ hieß. Er war vor 1365 bis 1553 im Besitz des Klosters Zinna und bestand im Wesentlichen aus dem „Haus und Hof“ des Abtes zu Zinna, das vom Rat der Stadt Jüterbog freigegeben war und demnach keine Abgaben leisten musste. Erst 1563 erschien der Wohnplatz erneut: „Inn vnser Stadt Jutterbogk gelegen, der Abtshoff genant“. Es war nach der Reformation zu einer „freien Behausung“ geworden, die ein Braurecht besaß und dem Hofdiener Schönermark gehörte.

### 18. bis 20. Jahrhundert
Ein weiterer Nachweis stammt aus dem Jahr 1734. In einer Urkunde heißt es: „dum alii eum nominant montem Praelatorum, den Praelaten=Berg, propterea quod Abbatus monsterii Cinnensis ibi curtem sive domun, vulgo der Abts=Hoff citum“ (sinngemäß: „während er von manchen als Praelaten-Berg bezeichnet wird, handelte es sich um einen Hof, umgangssprachlich Abtshof genannt“). Es bestand im Jahr 1791 als Haus im dritten Viertel der Stadt Jüterbog. Im Jahr 1800 befand sich dort eine Tuchfabrik, in der im Jahr 1846 Baumwolle produziert wurde. Die Gebäude wurden im Jahr 1837 als Enklave von Jüterbog mit einem Etablissement und Maschinenspinnerei geführt. Ihre Spur verliert sich im Jahr 1858, als sie nicht mehr gesondert ausgewiesen wurde und in Jüterbog aufgegangen war.